# Cemitério militar britânico de Jerusalém

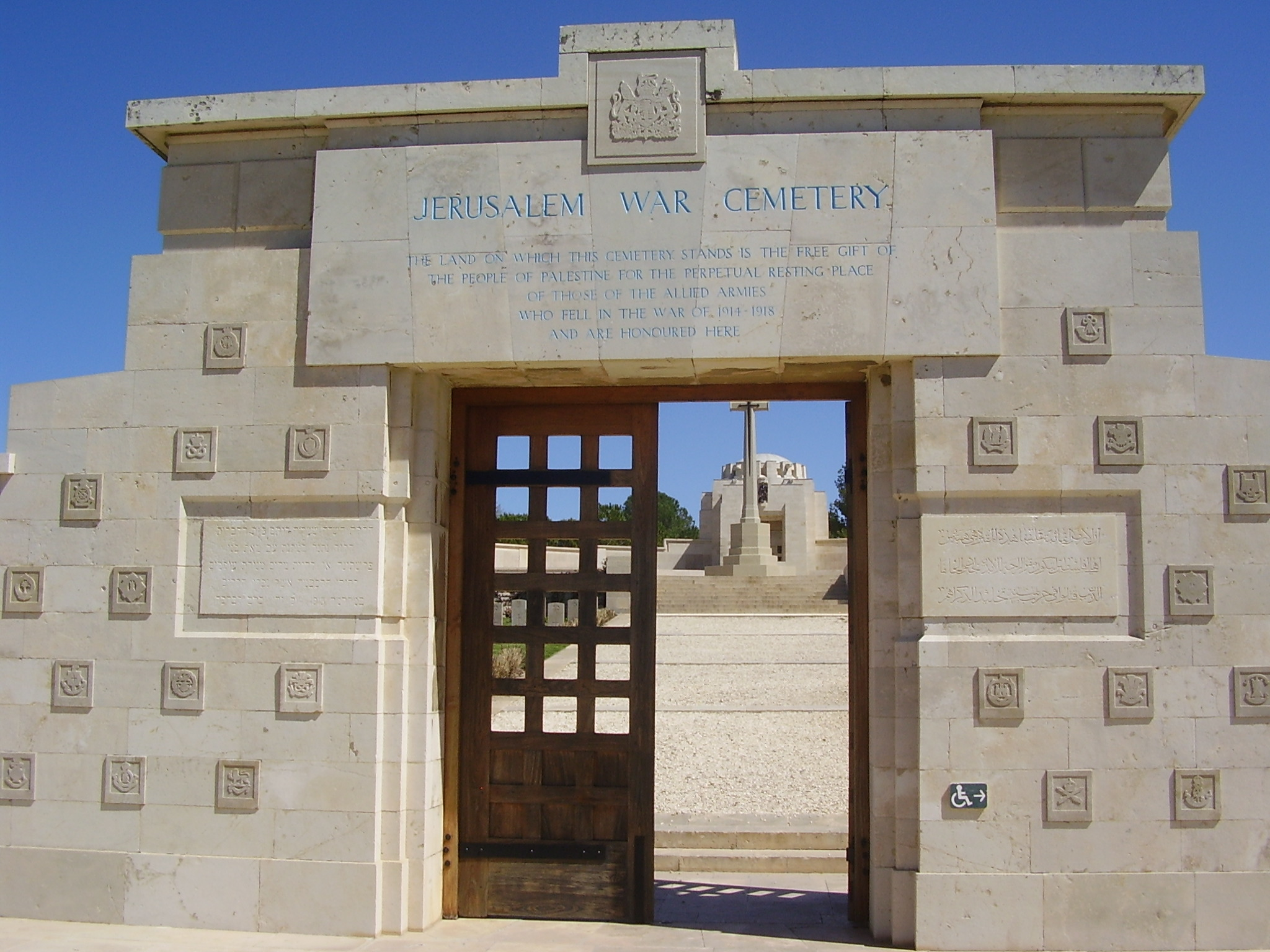

O cemitério militar britânico de Jerusalém é um cemitério militar britânico no Monte Scopus em Jerusalém. Ele homenageia os soldados britânicos da Commonwealth na Primeira Guerra Mundial, no Mandato Britânico da Palestina.